# ジュンイチ・サイトウ

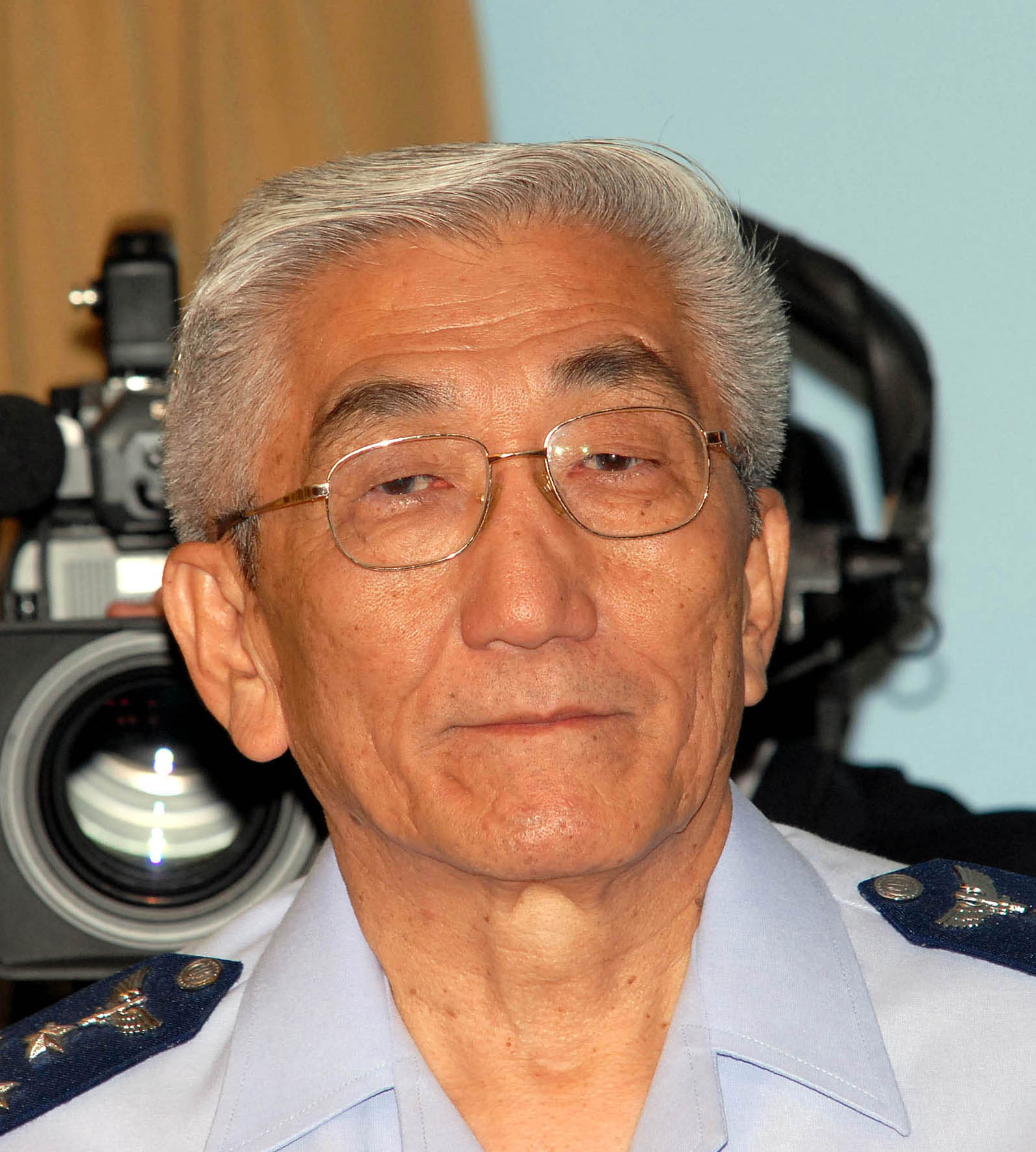
ジュンイチ・サイトウ

ジュンイチ・サイトウ（Juniti Saito、斉藤準一、1942年12月12日 - ）は、ブラジル連邦共和国サンパウロ州ポンペイア郡出身のブラジル空軍軍人。日系2世である。
1960年空軍士官学校に入学。2006年空軍参謀本部長に就任。2007年2月21日、ブラジル空軍総司令官に就任。ブラジル3軍の中では初めての日系人出身の最高位軍人である。パイロットとして様々な航空機に乗り、飛行時間は6000時間を越えている。
ブラジル空軍総司令官になる前は第5航空軍司令官をしていた。2015年11月、旭日大綬章受章。
以下は、搭乗した航空機
- F-5 (戦闘機)
- T-33 (航空機)
- F-80 (航空機)
- アエルマッキ MB-326
- T-37 (航空機)
- ミラージュIII (戦闘機)